# 栗山町
栗山町（日语：／ Kuriyama chō */?）為一個位於日本北海道空知綜合振興局南部的城鎮。東部為夕張山地的丘陵，西南邊隔著夕張川與由仁町和長沼町接壤。
町名源自過去的阿伊努語地名「yam-ni-us-i」，意思是栗樹生長繁茂的地方，因此取其意義命名為「栗山」。

## 歷史
在2003年7月曾經與南幌町、由仁町共同成立合併協議會討論合併事宜，並在公開招募合併後名稱後，決定使用「東札幌市」做為合併後的新市名，並於2004年11月簽訂了合併協議書。但由於位於南幌町和由仁町之間的長沼町並未加入合併計劃，將會使南幌町成為合併後城市的飛地，結果造成南幌町對居民舉行的合併意願公民投票中，反對者多於贊成者，南幌町議會也隨之否決合併案，最後造成合併失敗。

### 年表
- 1888年5月16日：來自宮城縣角田藩的藩士泉麟太郎帶領7戶24人進入阿野呂川左岸（現在的角田地區）進行開墾，並建立「夕張開墾起業組合」。[2]
- 1890年：設置角田村，由於最早來此開墾的人士來自角田藩，因此以「角田」命名。
- 1900年：設置角田村戶長役場。
- 1902年4月1日：成為北海道二級村。
- 1907年4月1日：成為北海道二級村。
- 1949年4月1日：改制並改名為栗山町。

## 交通

### 鐵路
- 北海道旅客鐵道
  - 室蘭本線：栗山車站
  - 石勝線：（瀧之下信號場）

|  |

### 道路
| 高速道路 - 道東自動車道：轄區內無交流道 一般國道 - 國道234號 - 國道274號 主要地方道 - 北海道道3號札幌夕張線 - 北海道道30號三笠栗山線 - 北海道道45號惠庭栗山 | 道道 - 北海道道477號滝下由仁停車場線 - 北海道道692號角田栗山停車場線 - 北海道道749號鳩山繼立停車場線 - 北海道道874號朝日櫻丘線 - 北海道道1008號夕張長沼線 - 北海道道1080號栗山北廣島線 |

### 巴士
- 北海道中央巴士
- 夕張鐵道（夕鐵巴士）
- 栗山町營巴士
- 長沼町營巴士

## 觀光

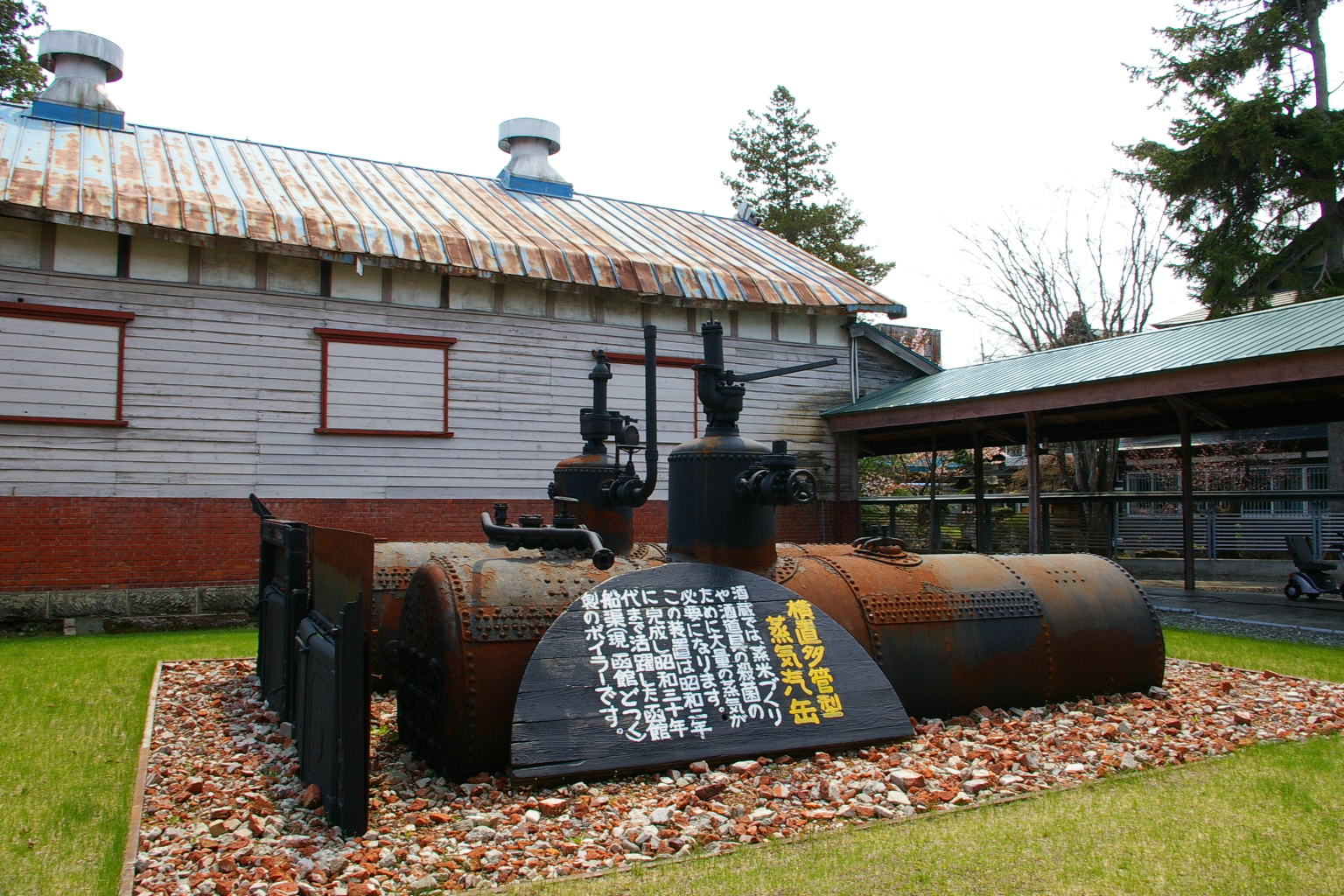
設置於小林酒造中庭的蒸汽罐

### 景點
- 栗山公園
- 小林酒造
- 坂本九回憶記念館
- 泉記念館
- 開拓記念館
- 王子製紙株式會社森林博物館
- 不動之瀑布

## 教育

### 高等學校
- 道立栗山高等學校 （页面存档备份，存于）

### 中學校
| - 栗山町立栗山中學校 | - 栗山町立繼立中學校 |

### 小學校
| - 栗山町立角田小學校 | - 栗山町立栗山小學校 | - 栗山町立繼立小學校 |

## 姊妹市・友好都市

### 日本
- 角田市（宮城縣）：於1978年締結姊妹都市。[3]

## 本地出身之名人
- 中山正芳：職業高爾夫球選手
- 平田裕香：模特兒、演員、歌手

## 外部連結
- （日語）栗山町入口網站 （页面存档备份，存于）
- （日語）北海道栗山町自然環境網頁 （页面存档备份，存于）
- （日語）栗山商工會議所 （页面存档备份，存于）
- （日語）栗山町農業協同組合
- （日語）栗山町農業情報中心
- （日語）東京栗山會 （页面存档备份，存于）
- （日語）栗山町圖書館